# بخش د لئاندرو ان آلم
بخش د لئاندرو ان آلم (به اسپانیایی: Partido de Leandro N. Alem) یک منطقهٔ مسکونی در آرژانتین است که در استان بوئنوس آیرس واقع شده‌است. بخش د لئاندرو ان آلم ۱٬۶۰۳ کیلومتر مربع مساحت و ۱۶٬۳۵۸ نفر جمعیت دارد.